# Brigitte Engerer
Brigitte Engerer, née le 27 octobre 1952 à Tunis et morte le 23 juin 2012 à Paris, est une pianiste française.

## Biographie
Ayant commencé la musique à l'âge de cinq ans, elle entre ensuite au Conservatoire national supérieur de musique à Paris, dans la classe de Lucette Descaves. Elle y obtient en 1968, à quinze ans, un premier prix de piano, première nommée à l'unanimité. En 1969, elle est lauréate (sixième place) du Concours international Marguerite Long-Jacques Thibaud, à la suite duquel elle est invitée pour se perfectionner au Conservatoire Tchaïkovski de Moscou, où elle rejoint la classe de Stanislas Neuhaus, fils d'Heinrich Neuhaus. À dix-sept ans, cette native de Tunis quitte donc Paris pour l'URSS, où elle restera neuf ans. D'après Stanislas Neuhaus, son professeur pendant cinq ans, « Brigitte Engerer est l’une des pianistes les plus brillantes et les plus originales de sa génération. Son jeu se caractérise par son sens artistique, son esprit romantique, son ampleur, la perfection de sa technique, ainsi que par une science innée d’établir le contact avec l’auditoire ». Elle fut également lauréate (3e) du Concours musical international Reine Élisabeth de Belgique en 1978.
À l’âge de vingt-cinq ans, Brigitte Engerer est invitée par Herbert von Karajan à jouer avec l’Orchestre philharmonique de Berlin puis à participer aux fêtes du centenaire de l’orchestre, dont elle dira : « C'était alors le meilleur orchestre du monde ». Par la suite, elle fera ses débuts avec l’Orchestre de Paris sous la baguette de Daniel Barenboim, puis avec l'Orchestre philharmonique de New York sous la direction de Zubin Mehta.
À partir de 1992, elle enseigne au Conservatoire national supérieur de musique de Paris.
Elle reçoit en 2011 une Victoire de la Musique récompensant l'ensemble de sa carrière.
Le 12 juin 2012, au théâtre des Champs-Élysées, Brigitte Engerer interprète avec l'Orchestre de chambre de Paris le concerto de Schumann. Ce qui sera son dernier concert lui permet de délivrer un ultime message à son public. L'audition eut lieu en effet dans la salle même où, cinquante ans plus tôt, elle avait donné son premier concert, à l'âge de neuf ans.
Elle meurt à Paris le 23 juin 2012 des suites du cancer contre lequel elle luttait depuis plusieurs années. Elle est inhumée au cimetière du Montparnasse à Paris, dans la 11e division.
Un hommage lui est rendu le 31 juillet suivant, lors du festival international de La Roque-d'Anthéron, dans un concert donné par l'Orchestre régional de Cannes-Provence-Alpes-Côte d’Azur, placé sous la direction de Philippe Bender : Anne Queffélec, la sœur de son premier mari, y joue le concerto no 1 de Chopin, et Boris Berezovsky, le concerto no 1 de Tchaïkovsky.
En juin 2022, Mezzo et France Musique lui ont rendu hommage pour le dixième anniversaire de sa mort avec une semaine de concerts et interviews d'archives.

## Distinctions
- Chevalier de la Légion d'honneur le 31 décembre 1997[9].
- Commandeur de l'ordre des Arts et des Lettreslors de la promotion du 15 novembre 1996[10].
- Commandeur de l'ordre national du Mérite le 13 mai 2011[11]. Elle était chevalier du 14 novembre 1994, avant d'être promue officier le 14 mai 2003[12].

## Citation
En 1992, Brigitte Engerer disait dans un entretien au Washington Post
:
« I need the transparency of the French piano — and, more important, the rationality of French philosophy. But I needed some of the Russian craziness in my playing. I still do. » (« J'ai besoin de la transparence du piano français - et, plus encore, de la rationalité de la philosophie française. Mais j'avais aussi besoin de la folie russe dans mon jeu. J'en ai encore besoin. »)

## Vie privée
En 1985, elle avait épousé l'écrivain Yann Queffélec, frère de la pianiste Anne Queffélec. Elle a eu avec lui une fille prénommée Léonore. Elle a ensuite été la compagne de Xavier Fourteau, père de son fils Harold, né en 1994.

## Discographie sélective
- Concerto no 1 de Tchaïkovski et le Concerto en la mineur de Schumann avec le Royal Philharmonic Orchestra de Londres sous la direction d'Emmanuel Krivine
- L'intégrale des Nocturnes de Frédéric Chopin
- Les Tableaux d'une exposition de Moussorgsky (Harmonia Mundi)
- Sonates de Beethoven, Grieg et Schumann avec Olivier Charlier
- Œuvre pour deux pianos et piano à quatre mains de Rachmaninov avec Oleg Maisenberg
- Un requiem allemand de Brahms en version pour 2 pianos et chœur (version de Londres) avec Boris Berezovsky et le Chœur Accentus dirigé par Laurence Equilbey
- Le Carnaval et les Scènes d'enfants de Schumann
- Les concertos de Clara et Robert Schumann avec l'Orchestre régional de Cannes-Provence-Alpes-Côte d’Azur sous la direction de Philippe Bender
- L'œuvre pour violoncelle et piano de Chopin avec Henri Demarquette
- Œuvres de Louise Farrenc (Naive)
- Souvenirs d'enfance, Musique russe, texte de Yann Queffélec ("Choc" du Monde de la Musique)(2007, Mirare)
- L'Invitation au voyage (musique française) avec Henri Demarquette ("Choc" du Monde de la Musique)
- Sonate pour alto et piano de Chostakovitch avec Gérard Caussé (Mirare)
- Le Carnaval des animaux de Camille Saint-Saëns avec l'Ensemble orchestral de Paris (Mirare)
- Les concertos pour piano et orchestre no 2 et no 5 du même compositeur avec l'Ensemble orchestral de Paris, dir. Andrea Quinn (Mirare) 2008

## Filmographie
- Des images de Brigitte Engerer apparaissent à plusieurs reprises dans le film Je te mangerais de Sophie Laloy (sorti le 11 mars 2009), dans lequel elle est admirée par Marie, le principal personnage[14]. Elle est également l'interprète des pièces classiques pour piano utilisées dans le film.
- Benjamin Bleton, Brigitte Engerer intime, documentaire France 2, 2012, 55 minutes, diffusé sur France 2 le 26 novembre 2012

## Prix internationaux et distinctions
- Concours international Marguerite-Long-Jacques-Thibaud, 1969, 6e lauréate
- Concours musical international Reine-Élisabeth-de-Belgique, 1978, 3e lauréate
- Grand prix du disque pour son enregistrement chez Philips du Carnaval op. 9 et du Carnaval de Vienne de Robert Schumann
- Membre correspondant de l'Institut de France, Académie des Beaux-Arts
- Victoire d'honneur pour l'ensemble de sa carrière, aux Victoires de la musique classique 2011